# Монтреалска и канадска епархија
Монтреалска и канадска епархија (рус. Монреальская и Канадская епархия, енгл. Diocese of Montreal and Canada) је епархија Руске православне заграничне цркве под јурисдикцијом Руске православне цркве.
Надлежни архијереј је епископ Гаврил (Чемодаков), а сједиште епархије се налази у Монтреалу.

## Историја
Епархија је основана 12. октобра 1930. године као Монтреалско викаријатство Сјеверноамеричке епархије.
Године 1936, основана је самостална Монтреалска и источноканадска епархија (од 1957. носи назив Монтреалска и канадска).
Катедрални храм Монтреалске и канадске епархије је Свето-Николајевски сабор у Монтреалу.

## Епископи
Монтреалско викаријатство Сјеверноамеричке епархије
- Јоасаф (Скородумов) — (12. октобар 1930 — 29. мај 1936)

Мотреалска и источно-канадска епархија
- Јероним (Чернов) — (14. мај 1936 — 11. октобар 1937);
- Григорије (Боришкевич) — (1947—1954);
- Пантелејмон (Рудик) — (1954 — август 1957);

Мотреалска и канадска епархија
- Виталије (Устинов) — (август 1957 — 10. август 2001);
- Лавр (Шкурла) — (27. октобар 2001 — 16. март 2008); митрополит источноамерички;
  - Гаврил (Чемодаков) — (прољеће 2002 — 4. април 2008); администратор Источне Канаде, епископ менхетенски;
  - Кирил (Дмитријев) — (до 14. маја 2008); администратор Западне Канаде, архиепископ Сан Франциска;
- Гаврил (Чемодаков) — (од 14. маја 2008).